# 前印歐語
前印歐語指的是在印歐民族分布擴張至史前歐洲和南亞各地區前，這些地區所使用的語言，並非單一語言，而這些語言之間也不一定互有關聯。現存最古老的前印歐語文獻，可追溯至19世纪，見於現今土耳其中部的灰山（Kültepe）地區，推估語言相當多樣，這些前印歐語據信最晚至公元前三千年仍有發展（參見原始印歐語），因此，我們可以預測這些前印歐語的發展應當早於或平行於後來取代他們的印歐諸語。
一些前印歐語至今仍然留存；例如歐洲的巴斯克語，雖然母語使用者少於一百萬人，但仍保有其本土生命力。與之相對地，又譬如，南亞的達羅毗荼語系各語言分布區域遼闊，且合計有超過2億的母語使用者。一些語言只留存於印歐語言的歷史底層之中。而有些語言（如伊特拉斯坎語）仍有石刻銘文記錄。

## 定義
第二次世界大戰之前，所有的未分類的歐洲及近東地區的語言都被稱為亞洲語言（Asianic languages）；此術語涵蓋多個語言，一些語言後來被證實是印歐語（如呂底亞語）或是其他語系中已消亡的語言（如胡里安語、烏拉爾圖語等）。1953年，語言學家約翰内斯·霍布施米特識別出至少五個西歐的前印歐語語系：歐非語（Eurafrican），分布涵蓋非洲北部、義大利、西班牙和法國；西班牙-高加索語（Hispano-Caucasian），取代歐非語，並自西班牙北部一路延伸至高加索山 ；伊比利語（Iberian），在羅馬帝國征服伊比利半島前，分布涵蓋西班牙多數地區；利比亞語（Libyan），主要分布於北非，但也有部分延伸至薩丁尼亞島；以及伊特拉斯坎語，分布於義大利北部。 「前印歐語」這個名稱並未被普遍接受，一些語言學家認為這些語言的先民抵達分布地的時間應較晚，甚至可能後於印歐民族；也因此他們較偏好使用「非印歐語」來稱呼這些語言。而近期又有以「古歐洲語」指來指稱在歐洲的前印歐語，但此一術語便不適用於分布於歐洲以外（如伊朗或印度）的語言。

## 目前仍存在的語言
目前仍存在的前印歐語，條列如下：
- 南亞地區：達羅毗荼語系、蒙達語族、尼哈利語、庫孫達語、維達語和布魯夏斯基語
- 高加索地區：南高加索語系、東北高加索語系、西北高加索語系。
- 伊比利半島：巴斯克語。
- 歐亞大陸北部：古西伯利亞語言和烏拉語系，不過一些證據表明在芬烏語族之前還有印歐語底層以及古歐洲語底層。[6]

## 印歐語的底層語言
一些印歐語中推測或已確定的的底層語言包括：
- 安納托利亞語中的底層：哈提語。
- 亞美尼亞語中的底層：胡里安語、烏拉爾圖語
- 吠陀梵語中的底層，推測包含：
  - 巴克特里亞·馬爾吉阿納文明體（可能是梵語的部分詞彙來源，其語言尚未獲得證實）
  - 哈拉帕語（未於已解讀文字中證實，參見印度河文字）
  - 埃蘭語
  - 盧盧比語
  - 維達語維達語
  - 布魯夏斯基語
  - 達羅毗荼語系
  - 蒙達語族
- 西歐尚未分化或部分分化時的印歐語中的底層：
  - 古歐洲水名（可能為印歐語）
  - 巴斯克語底層
  - 提爾塞尼亞語
  - 亞特蘭提斯（閃米特）語（不被主流語言學者接受）
- 前希臘語底層，可能包含：
  - 佩拉斯吉語（可能為下列語言之一）
  - 米諾斯語（參見線形文字A）
  - 原克里特語（可能為米諾斯語後代）
  - 原塞普勒斯語（參見賽普勒斯音節文字）
  - 萊姆尼亞語（可能與伊特拉斯坎語有關聯）
- 前日耳曼語底層
- 前凱爾特語底層：
  - 海島凱爾特語:
    - 前蓋爾語底層
    - 皮克特語（一般仍歸為凱爾特語）
    - 不列顛群島部分，參見史前不列顛

  - 陸地凱爾特語：
    - 古西班牙語言
      - 原始巴斯克語
      - 阿基坦語（常被視為巴斯克語的祖先）
      - 伊比利語
      - 塔爾提索斯語（有一說歸為凱爾特語族）
- 前義大利語族底層：
  - 提爾塞尼亞語系
    - 伊特拉斯坎語
    - 瑞替語（可能與伊特拉斯坎語有關聯）

  - 卡穆尼語（可能屬瑞替語系）
  - 伊利米語（可能屬印歐語系）
  - 北皮切諾語
  - 古薩丁尼亞語（亦稱努拉吉語）
  - 西坎尼語
  - 利古里亞語

## 可證實的語言
一些目前可證實的語言包括：
- 巴斯克語
- 塔爾提索斯語
- 阿基坦语
- 伊比利語
- 伊特拉斯坎語
- 瑞替語
- 卡穆尼語
- 米諾斯語
- 烏拉爾圖語

## 印歐語的晚期擴張
另外，也有印歐語取代其他印歐語的情況，最顯著的就是日爾曼語、羅曼語對於凱爾特語的取代，起因於羅馬帝國統治以及日耳曼民族入侵。
但同時，這樣的語言取代必須與更近期的語言取代有所區隔。特別是因為殖民時期強勢語言多半為印歐語，在過去幾世紀以來也形成了一些類似的語言孤島。如美洲原住民語言（被英、西、葡、法、德語等包圍）以及一些烏拉語（被俄語包圍）。一些以印歐語為基底的克里奧爾語也因此產生。

## 腳註
1. ↑  David W. Anthony, The Horse, the Wheel, and Language: How Bronze-Age Riders from the Eurasian Steppes Shaped the Modern World (Oxford, 2010)
2. ↑  Haarmann, Harald. Pre-Indo-European Writing in Old Europe as a Challenge to the Indo-European Intruders Indogermanische Forschungen; Strassburg Vol. 96, (Jan 1, 1991): 1
3. ↑  Roger Blench, Matthew Spriggs (eds.) Archaeology and Language III: Artefacts, Languages and Texts, (2012, Routledge)
4. ↑  Craddock, Jerry Russell.  (学位论文). 缺少或|title=为空 (帮助)
5. ↑  Peter R. Kitson, "Reconstruction, typology and the original home of the Indo-Europeans", in (ed.) Jacek Fisiak, Linguistic Reconstruction and Typology, Berlin, Walter de Gruyter, 1997, p. 191.
6. ↑  Aikio, Ante.  (PDF). Mémoires de la Société Finno-Ougrienne (Helsinki, Finland: Finno-Ugrian Society). 2012, 266: 63–117  [5 July 2017]. （原始内容存档 (PDF)于2020-10-31）.

### 考古學和文化相關
- Anthony, David with Jennifer Y. Chi (eds., 2009). The Lost World of Old Europe: The Danube Valley, 5000–3500 BC.
- Bogucki, Peter I. and Pam J. Crabtree (eds. 2004). Ancient Europe 8000 BC—1000 AD: An Encyclopedia of the Barbarian World. New York: Charles Scribner's Sons.
- Gimbutas, Marija (1973). Old Europe c. 7000–3500 B.C.: the earliest European cultures before the infiltration of the Indo-European peoples. The Journal of Indo-European Studies 1/1-2. 1-20.
- Tilley, Christopher (1996). An Ethnography of the Neolithic. Early Prehistoric Societies in Southern Scandinavia. Cambridge University Press.

### 語言重建
- Bammesberger, Alfred & Theo Vennemann, eds. Languages in Prehistoric Europe. Heidelberg: Carl Winter, 2003.
- Blench, Roger, & Matthew Spriggs, eds. Archaeology and Language. Vol. 1, Theoretical and Methodological Orientations. London/NY: Routeledge, 1997.
- Dolukhanov, Pavel M. “Archaeology and Languages in Prehistoric Northern Eurasia”, Japan Review 15 (2003): 175-186. https://web.archive.org/web/20110721072713/http://shinku.nichibun.ac.jp/jpub/pdf/jr/IJ1507.pdf
- Gimbutas, Marija. The Language of the Goddess: Unearthing the Hidden Symbols of Western Civilization. San Francisco: Harper & Row, 1989.
- Greppin, John and T.L.Markey, eds. When Worlds Collide: The Indo-Europeans and the Pre-Indo-Europeans. Ann Arbor: 1990.
- Haarmann, H.. “Ethnicity and language in the ancient Mediterranean”, in A companion to ethnicity in the ancient Mediterranean. Edited by J. McInerney. Wiley Blackwell, 2014, pp. 17–33.
- Lehmann, Winfred P. Pre-Indo-European. Washington, DC: Institute for the Study of Man. 2002. ISBN 0-941694-82-8.
- Mailhammer, Robert. “Diversity vs. Uniformity. Europe before the Arrival of Indo-European Languages”[永久], in The Linguistic Roots of Europe: Origin and Development of European Languages. Edited by Robert Mailhammer & Theo Vennemann. Copenhagen: Museum Tusculanum Press, 2016.
- “Pre-Indo-European”, in Encyclopedia of the Languages of Europe. Edited by Glanville Price. Oxford: Blackwell, 1998. ISBN 978-0-631-22039-8.
- Ringe, Don. . Language Log. Mark Liberman. January 6, 2009  [22 September 2011]. （原始内容存档于2020-11-09）.
- Vennemann, Theo. Languages in Prehistoric Europe north of the Alps. https://www.scribd.com/doc/8670/Languages-in-prehistoric-Europe-north-of-the-Alps （页面存档备份，存于）
- Vennemann, Theo (2008). Linguistic reconstruction in the context of European prehistory. Transactions of the Philological Society. Volume 92, Issue 2, pages 215–284, November 1994
- Woodard, Roger D. (ed., 2008) Ancient Languages of Asia Minor. Cambridge University Press.
- Woodard, Roger D. (2008) Ancient Languages of Europe. Cambridge University Press.

## 外部連結
- Reconstructed migration of language families and archaeological cultures in Europe during the Neolithic and Chalcolithic （页面存档备份，存于）